# Lamberti (famiglia veronese)

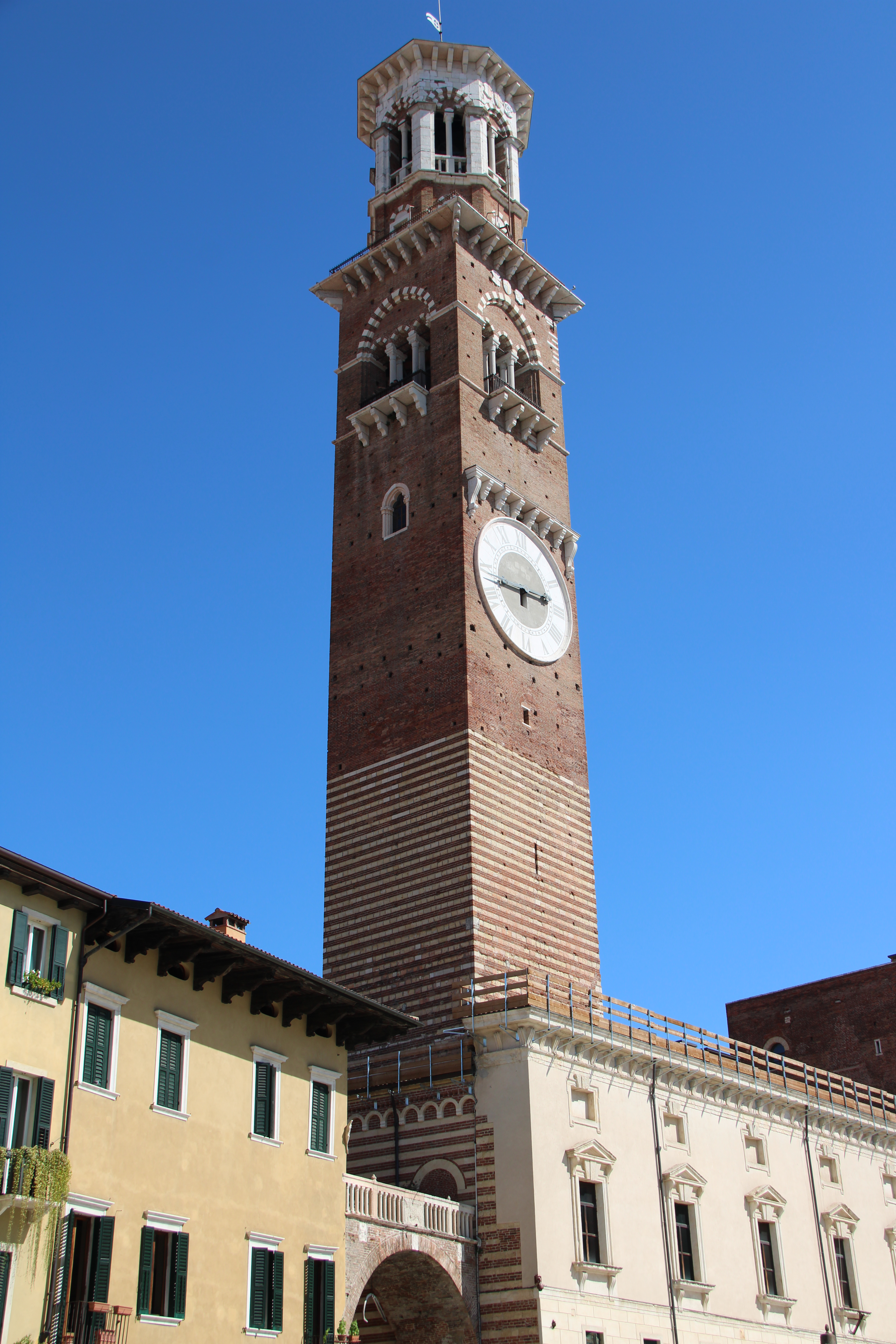
Verona, Torre dei Lamberti

Lamberti, nobile famiglia di Verona, originaria di Firenze.
Scarse sono le notizie storiche riferite alla potente e ricca famiglia, che viene ricordata per l'imponente omonima casa-torre, innalzata su Piazza delle Erbe e commissionata da Bozeno de Lamberto nel  1172, inglobata vent'anni dopo nel Palazzo del Comune.
Alcuni esponenti della famiglia ricoprirono la carica di podestà.
La famiglia si estinse dopo essere stata bandita dalla città.